# Спор око именовања Јапанског мора
Постоји спор око међународног назива за море које се граничи са Јапаном, Корејом (северна и јужна) и Русијом.
Северна и Јужна Кореја су 1992. године први пут изнеле примедбе на назив Јапанско море на Шестој конференцији Уједињених нација о стандардизацији географских имена. Јапанска влада подржава ексклузивну употребу назива Јапанско море (日本海) , док Јужна Кореја подржава алтернативни назив „Источно море“ а Северна Кореја подржава назив „Корејско источно море“ (조선동해). Тренутно, већина међународних мапа и докумената користи или назив Јапанско море (или прикладан превод) или укључује и назив Јапанско море и Источно море, често са Источним морем наведеним у заградама или на други начин означеним као секундарни назив. Међународна хидрографска организација, управно тело за именовање водених тела широм света је 2012. године одлучила је да још увек није у могућности да ревидира верзију из 1953. своје публикације S-23 – Limits of Oceans and Seas, која укључује само једно име „Јапанско море“, тако да укључи назив „Источно море“, уз „Јапанско море“.
Све земље у спору су изнеле низ аргумената којим образлажу и агитују за назив мора. Многи аргументи се врте око утврђивања када је назив Јапанско море постало уобичајено име. Јужна Кореја тврди да је историјски чешће име било Источно море, Корејско море или друга слична варијанта. Јужна Кореја даље тврди да назив Јапанско море није постао уобичајен све док Кореја није била под јапанском влашћу, а да у то време није имала могућност да утиче на међународне односе. Јапан тврди да је назив Јапанско море био најчешћи међународни назив барем од почетка 19. века, много пре њеног припајања Кореји. Обе стране су спровеле студије старих карата, али су две земље дале различите резултате истраживања. Додатни аргументи су изнети у вези са географијом мора, као и потенцијалним проблемима везаним за двосмисленост једног или другог имена.

## Анализа
| Век                       | 16. век | 16. век | 16. век | 16. век | 16. век | 17. век | 17. век | 17. век | 17. век | 17. век | 18. век | 18. век | 18. век | 18. век | 18. век | 18. век | 19. век | 19. век | 19. век | 19. век | 19. век | 19. век | 19. век | Непознато | Укупно | Укупно | Укупно | Укупно | Укупно | Укупно | Укупно |
| Анализу спровео           | Јапан   | Јапан   | Јапан   | Јапан   | Кореја  | Јапан   | Јапан   | Јапан   | Јапан   | Кореја  | Јапан   | Јапан   | Јапан   | Јапан   | Јапан   | Кореја  | Јапан   | Јапан   | Јапан   | Јапан   | Јапан   | Јапан   | Кореја  | Јапан     | Јапан  | Јапан  | Јапан  | Јапан  | Јапан  | Јапан  | Кореја |
| ------------------------- | ------- | ------- | ------- | ------- | ------- | ------- | ------- | ------- | ------- | ------- | ------- | ------- | ------- | ------- | ------- | ------- | ------- | ------- | ------- | ------- | ------- | ------- | ------- | --------- | ------ | ------ | ------ | ------ | ------ | ------ | ------ |
| Анализирано у             | САД     | ФР      | ЊЕ      | Укупно  | Укупно  | САД     | ФР      | ЊЕ      | Укупно  | Укупно  | САД     | ФР      | ЊЕ      | РУ      | Укупно  | Укупно  | САД     | ФР      | ЊЕ      | РУ      | УК      | Укупно  | Укупно  | ФР        | САД    | ФР     | ЊЕ     | РУ     | УК     | Укупно | Укупно |
| Јапанско море             | 1       | 0       | 1       | 2       | -       | 3       | 14      | 5       | 22      | 17      | 47      | 24      | 23      | 2       | 96      | 36      | 1059    | 206     | 487     | 27      | 50      | 1829    | 69      | 10        | 1110   | 254    | 516    | 29     | 50     | 1959   | 122    |
| Источно море              | 0       | 0       | 3       | 3       | -       | 0       | 0       | 0       | 0       | 39      | 5       | 0       | 7       | 1       | 13      | 341     | 1       | 0       | 3       | 0       | 0       | 4       | 60      | 0         | 6      | 0      | 13     | 1      | 0      | 20     | 440    |
| Корејско море             | 0       | 2       | 0       | 2       | -       | 2       | 4       | 2       | 8       | 39      | 94      | 49      | 159     | 5       | 307     | 341     | 92      | 6       | 37      | 4       | 8       | 147     | 60      | 7         | 188    | 68     | 198    | 9      | 8      | 471    | 440    |
| Оријентално море          | 0       | 0       | 3       | 3       | -       | 4       | 20      | 14      | 38      | 39      | 14      | 4       | 57      | –       | 75      | 341     | 2       | 0       | 3       | –       | –       | 5       | 60      | 8         | 20     | 32     | 77     | –      | –      | 129    | 440    |
| Кинеско море              | 3       | 5       | 12      | 25      | 16      | 11      | 36      | 18      | 86      | 28      | 8       | 6       | 8       | 1       | 56      | 10      | 0       | 5       | 1       | 0       | –       | 32      | -       | 4         | 22     | 56     | 39     | 1      | –      | 203    | 54     |
| Друго                     | 0       | 5       | 5       | 25      | 13      | 3       | 36      | 18      | 86      | 41      | 17      | 6       | 16      | –       | 56      | 80      | 22      | 5       | 4       | –       | –       | 32      | 12      | 4         | 42     | 56     | 43     | –      | –      | 203    | 146    |
| Без навода или неутврђено | 32      | –       | 44      | 76      | 13      | 83      | –       | 83      | 166     | 41      | 116     | –       | 152     | 4       | 272     | 80      | 109     | –       | 120     | 5       | –       | 234     | 12      | –         | 340    | –      | 399    | 9      | –      | 748    | 146    |
| Укупно                    | 36      | 7       | 68      | 111     | 29      | 106     | 74      | 140     | 320     | 125     | 301     | 83      | 422     | 13      | 819     | 467     | 1285    | 217     | 655     | 36      | 58      | 2251    | 141     | 29        | 1728   | 410    | 1285   | 49     | 58     | 3530   | 762    |

## Галерија
- Далеки исток приказан у Kunyu Wanguo Quantu Матеа Риција 1602. године, описујући море као Јапанско море.
- Француска карта из 1700. која описује море као Mer Orientale (Источно море или Оријентално море).